# パイプの本
『パイプの本』（The Pipe Book）は、イギリスのファッションブランド、ダンヒルの創業者であるアルフレッド・ダンヒルが著した、たばこに関する解説書である。

## 本の概要と出版状況
たばこの起源からその喫煙法の変遷について詳述された文化史で、とりわけパイプの歴史について極めて詳細に書かれており、すぐれたパイプの研究書として名高い。また、トマス・マロリーを引き合いに出されるほど、文体が晦渋なことでも知られている。
初版はA&C Black Ltd.より1924年に出版された。のちに、著者の息子であるアルフレッド・H・ダンヒルが、時代背景に配慮して若干の改訂を施し、多数の図版を付加してArthur Barker Ltd.より1969年に再版した。以後出版されたものは、この1969年版を底本としている。イギリスでは2002年にThe Lyons Pressから出版されたものを最後に、現在は絶版となっている。
日本語訳は1969年版を底本に、劇作家の梅田晴夫が、1971年に完訳版を翻訳出版した。その後何度か再版されたが、1980年代に入ってからは重版されていない。理由は原書に差別的表現が散見されるため、今日の社会状況に配慮したものと推察される。

## 出版記録
- 1924年　A&C Black Ltd.（初版）
- 1969年　Arthur Barker Ltd.（アルフレッド・H・ダンヒルによる改訂版）
- 1971年　読売新聞社（1969年版の梅田晴夫による日本語訳）
- 1999年　The Lyons Press ISBN 978-1558217768
- 2000年　Gramercy　ISBN 978-0517161876
- 2002年　The Lyons Press ISBN 978-1585746538（1999年版のペーパーバック判）